# Lepanthes braccata
Lepanthes braccata är en orkidéart som beskrevs av Carlyle August Luer och Donald Dungan Dod. Lepanthes braccata ingår i släktet Lepanthes och familjen orkidéer. Inga underarter finns listade i Catalogue of Life.